# Prati Aridi Rocciosi di Agumes
Prati Aridi Rocciosi di Agumes este o arie protejată (arie specială de conservare — SAC, sit de importanță comunitară — SCI) din Italia întinsă pe o suprafață de 0,34 ha, integral pe uscat.

## Localizare
Centrul sitului Prati Aridi Rocciosi di Agumes este situat la coordonatele 46°37′27″N 10°34′27″E / 46.6241°N 10.5743°E.

## Înființare
Situl Prati Aridi Rocciosi di Agumes a fost declarat sit de importanță comunitară în aprilie 2002 pentru a proteja 1 specie de plante. Situl a fost protejat și ca arie specială de conservare în mai 2017.

## Biodiversitate
Situată în ecoregiunea alpină, aria protejată conține 2 habitate naturale: Pajiști stepice subpanonice, Pajiști uscate seminaturale și facies de acoperire cu tufișuri pe substraturi calcaroase (Festuco-Brometalia) (* situri importante pentru orhidee).
La baza desemnării sitului se află o specie protejată de  plante: Dracocephalum austriacum
Pe lângă speciile protejate, pe teritoriul sitului au mai fost identificate 4 specii de plante.